# Jamno (województwo mazowieckie)
Jamno – wieś sołecka w Polsce, położona w województwie mazowieckim, w powiecie płockim, w gminie Słubice.
Wieś duchowna położona była w drugiej połowie XVI wieku w powiecie gąbińskim ziemi gostynińskiej województwa rawskiego. W latach 1975–1998 miejscowość administracyjnie należała do województwa płockiego.